# Divize 1935/1936
V soubojích 7. ročníku druhé nejvyšší fotbalové soutěže – Divize 1935/36 – se utkalo 56 mužstev v pěti skupinách každý s každým dvoukolově na podzim 1935 a na jaře 1936. Středočeská divize měla 14 účastníků, Divize českého venkova a Moravskoslezská divize měly po 12 účastnících, západní skupina Slovensko-podkarpatské divize byla desetičlenná a ve východní skupině téže divize startovalo 8 mužstev.
Vítězové jednotlivých divizí – SK Viktoria Žižkov, SK Hradec Králové, SK Baťa Zlín a SK Rusj Užhorod – se utkali společně s nejlepším týmem německého svazu (DFV der ČSAF), jímž byl SK Mährisch Schönberg ze Šumperku, v kvalifikačním turnaji o postup do Státní ligy. Do nejvyšší soutěže se probojovala mužstva SK Viktoria Žižkov a SK Rusj Užhorod.

## Středočeská divize
| Poř. | Tým                      | Z  | V  | R | P  | VG  | OG | B  |
| ---- | ------------------------ | -- | -- | - | -- | --- | -- | -- |
| 1.   | SK Viktoria Žižkov       | 26 | 21 | 3 | 2  | 106 | 35 | 45 |
| 2.   | AFK Bohemians (S)        | 26 | 18 | 4 | 4  | 98  | 40 | 40 |
| 3.   | SK Nusle (N)             | 26 | 15 | 5 | 6  | 85  | 57 | 35 |
| 4.   | SK Čechie Karlín (S)     | 26 | 13 | 6 | 7  | 82  | 52 | 32 |
| 5.   | SK Slavoj Praha VIII (N) | 26 | 12 | 3 | 11 | 68  | 64 | 27 |
| 6.   | SK Meteor Praha VIII     | 26 | 11 | 4 | 11 | 55  | 63 | 26 |
| 7.   | AFK Union Žižkov (N)     | 26 | 10 | 5 | 11 | 45  | 57 | 25 |
| 8.   | Nuselský SK              | 26 | 11 | 1 | 14 | 72  | 77 | 23 |
| 9.   | SK Rapid Praha           | 26 | 9  | 4 | 13 | 36  | 61 | 22 |
| 10.  | SK Sparta Kladno         | 26 | 8  | 5 | 13 | 53  | 66 | 21 |
| 11.  | SK Sparta Košíře         | 26 | 8  | 4 | 14 | 53  | 70 | 20 |
| 12.  | SK Viktoria Nusle (N)    | 26 | 8  | 4 | 14 | 50  | 86 | 20 |
| 13.  | ČAFC Vinohrady           | 26 | 5  | 5 | 16 | 42  | 68 | 15 |
| 14.  | SK Lysá nad Labem        | 26 | 5  | 3 | 18 | 35  | 64 | 13 |

Poznámky:
- Z = Odehrané zápasy; V = Vítězství; R = Remízy; P = Prohry; VG = Vstřelené góly; OG = Obdržené góly; B = Body; (N) = Nováček (postoupivší z nižší soutěže); (S) = Sestoupivší z vyšší soutěže

|  | Kvalifikace o postup do Státní ligy 1936/37 |
|  | Sestup do příslušné I. A třídy 1936/37      |

## Divize českého venkova
| Poř. | Tým                        | Z  | V  | R | P  | VG | OG | B  |
| ---- | -------------------------- | -- | -- | - | -- | -- | -- | -- |
| 1.   | SK Hradec Králové          | 22 | 15 | 0 | 7  | 53 | 35 | 30 |
| 2.   | SK České Budějovice        | 22 | 13 | 3 | 6  | 73 | 41 | 29 |
| 3.   | Mladoboleslavský SK        | 22 | 11 | 6 | 5  | 39 | 27 | 28 |
| 4.   | SK Slavia Karlovy Vary (N) | 22 | 10 | 5 | 7  | 41 | 37 | 25 |
| 5.   | SK Polaban Nymburk (N)     | 22 | 9  | 5 | 8  | 44 | 36 | 23 |
| 6.   | SK Petřín Plzeň            | 22 | 9  | 5 | 8  | 46 | 44 | 23 |
| 7.   | SK Pardubice               | 22 | 10 | 2 | 10 | 48 | 52 | 22 |
| 8.   | SK Rakovník                | 22 | 7  | 6 | 9  | 30 | 56 | 20 |
| 9.   | SK Dvůr Králové nad Labem  | 22 | 8  | 3 | 11 | 56 | 57 | 19 |
| 10.  | SK Kopisty                 | 22 | 8  | 3 | 11 | 40 | 49 | 19 |
| 11.  | AFK Pardubice (N)          | 22 | 7  | 4 | 11 | 41 | 52 | 18 |
| 12.  | SK Sněhaři Domažlice (N)   | 22 | 2  | 4 | 16 | 28 | 73 | 8  |

Poznámky:
- Z = Odehrané zápasy; V = Vítězství; R = Remízy; P = Prohry; VG = Vstřelené góly; OG = Obdržené góly; B = Body; (N) = Nováček (postoupivší z nižší soutěže)

|  | Kvalifikace o postup do Státní ligy 1936/37 |
|  | Sestup do příslušné I. A třídy 1936/37      |

## Moravskoslezská divize
| Poř. | Tým                             | Z  | V  | R | P  | VG | OG | B  |
| ---- | ------------------------------- | -- | -- | - | -- | -- | -- | -- |
| 1.   | SK Baťa Zlín                    | 22 | 15 | 4 | 3  | 77 | 27 | 34 |
| 2.   | SK Slezská Ostrava              | 22 | 14 | 5 | 3  | 60 | 30 | 33 |
| 3.   | SK Přerov                       | 22 | 13 | 2 | 7  | 60 | 41 | 28 |
| 4.   | SK Ostravská Slavia Ostrava (N) | 22 | 12 | 4 | 6  | 55 | 40 | 28 |
| 5.   | SK Slovan Moravská Ostrava (N)  | 22 | 12 | 2 | 8  | 60 | 46 | 26 |
| 6.   | SK Olomouc (N)                  | 22 | 9  | 6 | 7  | 48 | 33 | 24 |
| 7.   | SK Moravia Brno (N)             | 22 | 10 | 2 | 10 | 38 | 57 | 22 |
| 8.   | PKS Polonia Karwina             | 22 | 6  | 6 | 10 | 29 | 42 | 18 |
| 9.   | SK Hanácká Slavia Kroměříž      | 22 | 4  | 7 | 11 | 36 | 55 | 15 |
| 10.  | SK Žabovřesky (N)               | 22 | 5  | 4 | 13 | 36 | 58 | 14 |
| 11.  | SK Královo Pole                 | 22 | 4  | 3 | 15 | 37 | 71 | 11 |
| 12.  | SK Fryštát (N)                  | 22 | 4  | 3 | 15 | 37 | 73 | 11 |

Poznámky:
- Z = Odehrané zápasy; V = Vítězství; R = Remízy; P = Prohry; VG = Vstřelené góly; OG = Obdržené góly; B = Body; (N) = Nováček (postoupivší z nižší soutěže)

|  | Kvalifikace o postup do Státní ligy 1936/37 |
|  | Sestup do příslušné I. A třídy 1936/37      |

## Slovensko-podkarpatská divize

### Západní skupina
| Poř. | Tým                | Z  | V  | R | P  | VG | OG | B  |
| ---- | ------------------ | -- | -- | - | -- | -- | -- | -- |
| 1.   | FTC Fiľakovo       | 18 | 12 | 4 | 2  | 43 | 20 | 28 |
| 2.   | ÉSE Nové Zámky (N) | 18 | 10 | 3 | 5  | 44 | 29 | 23 |
| 3.   | ŠK Žilina (N)      | 18 | 10 | 1 | 7  | 44 | 35 | 21 |
| 4.   | PFK Piešťany       | 18 | 10 | 0 | 8  | 58 | 39 | 20 |
| 5.   | TTS Trenčín        | 18 | 8  | 3 | 7  | 32 | 33 | 19 |
| 6.   | KFC Komárno        | 18 | 8  | 3 | 7  | 32 | 34 | 19 |
| 7.   | FC Vrútky          | 18 | 8  | 1 | 9  | 44 | 43 | 17 |
| 8.   | ZTK Zvolen         | 18 | 7  | 2 | 9  | 25 | 30 | 16 |
| 9.   | ŠK VAS Bratislava  | 18 | 5  | 1 | 12 | 31 | 54 | 11 |
| 10.  | Ligeti SC          | 18 | 3  | 0 | 15 | 17 | 53 | 6  |

Poznámky:
- Z = Odehrané zápasy; V = Vítězství; R = Remízy; P = Prohry; VG = Vstřelené góly; OG = Obdržené góly; B = Body; (N) = Nováček (postoupivší z nižší soutěže)

|  | Sestup do příslušné I. A třídy 1936/37 |

### Východní skupina
| Poř. | Tým                 | Z  | V  | R | P  | VG | OG | B  |
| ---- | ------------------- | -- | -- | - | -- | -- | -- | -- |
| 1.   | SK Rusj Užhorod     | 14 | 11 | 1 | 2  | 51 | 19 | 23 |
| 2.   | ČsŠK Košice         | 14 | 9  | 2 | 3  | 41 | 25 | 20 |
| 3.   | KAC Košice          | 14 | 7  | 4 | 3  | 34 | 22 | 18 |
| 4.   | MSE Mukačevo        | 14 | 7  | 1 | 6  | 31 | 27 | 15 |
| 5.   | AC Spišská Nová Ves | 14 | 5  | 1 | 8  | 27 | 31 | 11 |
| 6.   | ČsŠK Užhorod        | 14 | 5  | 1 | 8  | 22 | 33 | 11 |
| 7.   | BFTC Berehovo       | 14 | 3  | 3 | 8  | 22 | 37 | 9  |
| 8.   | Törekvés Košice (N) | 14 | 2  | 1 | 11 | 14 | 48 | 5  |

Poznámky:
- Z = Odehrané zápasy; V = Vítězství; R = Remízy; P = Prohry; VG = Vstřelené góly; OG = Obdržené góly; B = Body; (N) = Nováček (postoupivší z nižší soutěže)

|  | Kvalifikace o postup do Státní ligy 1936/37 |
|  | Sestup do příslušné I. A třídy 1936/37      |

### Mistrovství Slovenska
FTC Fiľakovo – SK Rusj Užhorod 1:1 a 1:2

## Kvalifikační turnaj o postup do Státní ligy
| Poř. | Tým                             | Z | V | R | P | VG | OG | B  |
| ---- | ------------------------------- | - | - | - | - | -- | -- | -- |
| 1.   | SK Viktoria Žižkov              | 8 | 7 | 0 | 1 | 19 | 7  | 14 |
| 2.   | SK Rusj Užhorod                 | 8 | 4 | 2 | 2 | 23 | 13 | 10 |
| 3.   | SK Baťa Zlín                    | 8 | 3 | 2 | 3 | 26 | 14 | 8  |
| 4.   | SK Mährisch Schönberg (Šumperk) | 8 | 2 | 0 | 6 | 17 | 29 | 4  |
| 5.   | SK Hradec Králové               | 8 | 1 | 1 | 6 | 7  | 29 | 3  |

|  | Postup do Státní ligy 1936/37 |
|  | Setrvání v divizi             |